# Wolfgang Hilbig
Wolfgang Hilbig (* 31. August 1941 in Meuselwitz, Landkreis Altenburg; † 2. Juni 2007 in Berlin) war ein deutscher Dichter und Schriftsteller.

## Leben
Wolfgang Hilbig wurde am 31. August 1941 im thüringischen Meuselwitz geboren. Sein Vater wurde 1942 vor Stalingrad als vermisst gemeldet. Die zurückgelassene Familie bestand aus den beiden Großeltern, seiner Mutter und ihm. Der Großvater Kaszimier Starlek war vor dem Ersten Weltkrieg aus Biłgoraj in Russisch-Polen nach Thüringen eingewandert.
Nach einer achtjährigen Schulzeit in seiner Heimatstadt erlernte Hilbig den Beruf eines Bohrwerksdrehers. Nach dem Ableisten seines Wehrdienstes war er als Werkzeugmacher, Erdbauarbeiter und Montage-Arbeiter auf dem Meuselwitzer Braunkohletagebau tätig. 1967 delegierte ihn sein Betrieb in einen Zirkel Schreibender Arbeiter nach Leipzig, den der Schriftsteller Manfred Künne leitete. Aus dem Zirkel wurde der talentierte Autodidakt jedoch schon ein Jahr später ausgeschlossen, weil seine dort vorgetragenen Gedichte auf völliges Unverständnis gestoßen waren. Zuvor trieb das gewaltsame Ende des Prager Frühlings Hilbig in eine manifeste psychische Krise. Erst durch das Angebot seines Freundes Siegmar Faust aus Heidenau bei Dresden, ihn aufzunehmen, schien sich ein Ausweg aus der Krise anzubahnen. Im Sommer 1968 war er Teilnehmer der Stauseelesung von Leipzig, die weitere politische Repressalien für mehrere Lyriker, aber auch die Entdeckung Hilbigs als Lyriker zur Folge hatte. Hilbig lebte seit dem Frühjahr 1969 bei Faust und seiner Familie, ein beengtes Zusammenleben, das durch die räumlich und finanziell sehr beschränkten Verhältnisse bald ein Ende fand.
Nachdem Hilbig für eine Zeit lang beim Schriftsteller Gert Neumann in Leipzig Unterkunft gefunden hatte, kehrte er 1970 nach Meuselwitz in das großelterlich-mütterliche Wohnhaus zurück. Er arbeitete nun in seinem Heimatort als Heizer eines staatseigenen Betriebes. 1978 wurde Hilbig verhaftet und nach kurzer Zeit ohne Anklageerhebung entlassen. Er übersiedelte nach Ost-Berlin, wo er wiederum als Betriebsheizer Arbeit fand.
1979 machte sich Wolfgang Hilbig als Schriftsteller selbstständig, seine Aufenthaltsorte wechselten zwischen Ost-Berlin und Leipzig. 1985 verließ er mit einem Reise-Visum die DDR in Richtung Westdeutschland, wo er zunächst in Hanau und dann in Nürnberg lebte. 1989 zog er nach Edenkoben.

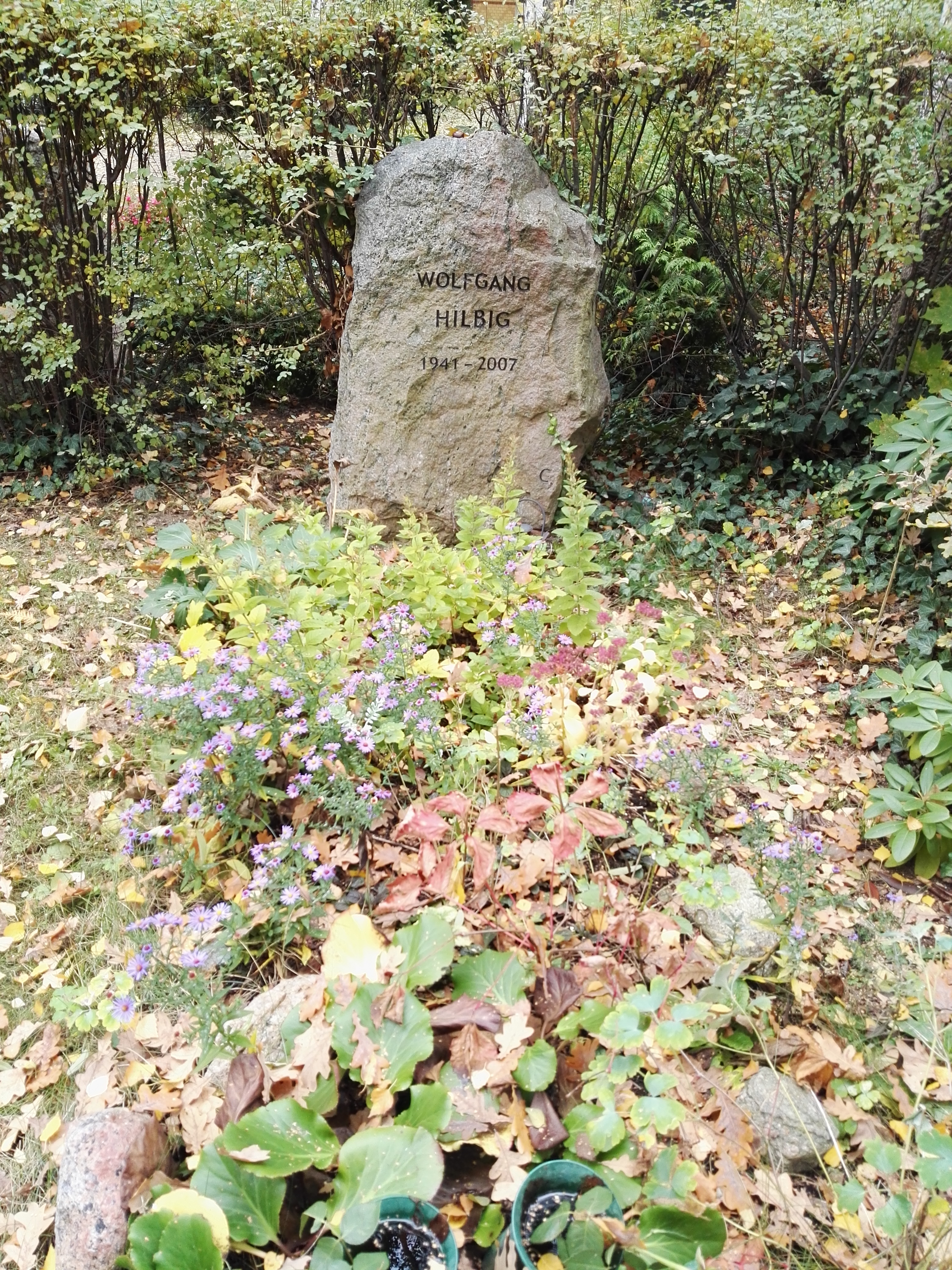
Grabstätte

Hilbig lebte seit Anfang der 1990er Jahre in Berlin; er hatte eine Tochter, die heute noch immer in Berlin lebt. Von 1994 bis 2002 war er mit der Schriftstellerin Natascha Wodin verheiratet. Am 2. Juni 2007 erlag er einem Krebsleiden. Er ist auf dem Dorotheenstädtischen Friedhof in Berlin beerdigt. Matthias Biskupek charakterisierte Hilbig wie folgt: „Ein im ‚Literaturbetrieb‘ wohlgelittener Mann, der immerhin 18 Literaturpreise erhielt, aber nichts von einem Intellektuellen an sich hatte … Er war umgänglich, zeigte seine Belesenheit kaum und hatte eine Boxernase. Weil er in seiner Jugend boxte.“

## Werk
Hilbigs erste Versuche als Schriftsteller – seine bevorzugte Gattung war zu jener Zeit die Lyrik – blieben in der DDR ungedruckt. In der Bundesrepublik Deutschland wurde man durch einige seiner Gedichte in der Anthologie Hilferufe von drüben (1978) auf ihn aufmerksam. Sein erster Lyrikband Abwesenheit (1979) erschien im S. Fischer Verlag in Frankfurt am Main, was Hilbig eine Geldstrafe wegen „Devisenvergehens“ einbrachte.
Ende der 1970er Jahre gab Hilbig seine Tätigkeit als Heizer auf und arbeitete nur noch als Schriftsteller. Mit der Unterstützung Franz Fühmanns wurden 1980 erstmals einige seiner Gedichte in einer DDR-Zeitschrift gedruckt. Sein Prosaband Unterm Neomond (1982) wurde bei S. Fischer veröffentlicht. Die Lyrik- und Prosasammlung Stimme Stimme erschien 1983 bei Reclam in Leipzig, wenn auch mit sichtbaren Eingriffen der Zensur („das meer in sachsen“).
1985 erhielt Hilbig ein bis 1990 gültiges Visum für die Bundesrepublik Deutschland. Während dieser Zeit publizierte er nicht nur weitere Erzählungen und Gedichte, sondern auch sein Romandebüt Eine Übertragung (1989), das von der Literaturkritik mehrheitlich gelobt wurde.
Thema seiner Arbeiten blieb, auch über die Wende hinaus, die Doppelexistenz als Arbeiter und Schriftsteller in der DDR sowie die Suche nach Individualität. Im Mittelpunkt seines zweiten Romans, »Ich« (1993), der ebenfalls günstige Aufnahme im Literaturbetrieb fand, steht ein erfolgloser Lyriker, der für die Staatssicherheit der DDR arbeitet. Alexander Stephan, vormals Germanist, Professor an der University of Florida und Mitglied im Deutschen P.E.N. Zentrum kritisierte in seiner Rezension Äußerungen von Frank Schirrmacher in der FAZ:

„Wer, wie Frank Schirrmacher, in der Frankfurter Allgemeinen Zeitung, "Ich" benutzt, um den "großen Geheimdienstapparat Avantgarde" zu denunzieren und Hilbig vorzuhalten, daß sein Roman "wie von einer Mauer umgeben sei," der hat dieses Buch (und das Projekt Avantgarde) mutwillig mißverstanden. Doch die undeutlich gemurmelten Bedienungsanleitungen der F A Z für eine neue, nachmoderne Literatur ("fortlaufende Erzählung") müssen Hilbig nicht stören. Wo es um Worte geht läßt sich der sprachmächtige Gelegenheitsarbeiter aus dem sächsischen Braunkohleort Meuselwitz kein X für ein U vormachen. Schöne Bilder und ein wohltemperierter Erzählstrom haben in seiner und in "Camberts" Welt nichts zu suchen. Konkurrenz in Sachen literarische 
Verarbeitung des Phänomens Stasi braucht er nicht zu fürchten. "Ich" ist, keine  Frage, bis auf weiteres der Roman über die Endzeit der DDR – gerade weil er die Mittel der Avantgarde verarbeitet.“

Auch Hilbigs Erzählbände Die Arbeit an den Öfen (1994) und Die Kunde von den Bäumen (1996) drehen sich um Leben und Arbeiten in seiner Heimat in Mitteldeutschland. Sein dritter Roman Das Provisorium (2000), auch dieser wohlwollend besprochen, weist deutlich autobiografische Züge auf. 1994 veröffentlichte Wolfgang Hilbig den Prosatext "Der Geruch der Bücher", in dem er erneut die ambivalente Existenz als Arbeiter und Schriftsteller erkundete. Die Erzählung dreht sich um den Ich-Erzähler, der aus seinem Schlaf gerissen wird und den starken Duft der Bücher wahrnimmt, den er mit dem "Geruch des Todes" beschreibt. Dieser olfaktorische Reiz ruft Erinnerungen an seine frühere Arbeit als Heizer hervor. Das Werk zeichnet sich durch die Verwendung von Stilmitteln wie Doppelungen und Verbindungen sowie der Verschmelzung von Fiktion und Realität aus. Hilbig erkundet in diesem Text eine Vielzahl bedeutender Themen, die eng mit der DDR und der Sowjetunion verbunden sind. Insbesondere wird die Ausbeutung von Energie und die Zensur als zentrale Themen behandelt.

## Mitgliedschaften
Wolfgang Hilbig war Mitglied der Deutschen Akademie für Sprache und Dichtung, der Freien Akademie der Künste zu Leipzig, der Sächsischen Akademie der Künste und der Bayerischen Akademie der Schönen Künste.

## Auszeichnungen
- 1983: Brüder-Grimm-Preis der Stadt Hanau
- 1988: Stipendium Künstlerhaus Edenkoben
- 1989: Kranichsteiner Literaturpreis
- 1989: Förderpreis der Akademie der Künste, Berlin
- 1989: Ingeborg-Bachmann-Preis
- 1992: Berliner Literaturpreis der Stiftung Preußische Seehandlung
- 1993: Brandenburgischer Literaturpreis
- 1994: Bremer Literaturpreis
- 1996: Stadtschreiber zu Rheinsberg
- 1996: Literaturpreis der Deutschen Schillerstiftung Weimar
- 1997: Lessing-Preis des Freistaates Sachsen
- 1997: Fontane-Preis der Berliner Akademie der Künste
- 1997: Hans-Erich-Nossack-Preis
- 2001/2002: Stadtschreiber von Bergen-Enkheim
- 2002: Peter-Huchel-Preis für Lyrik
- 2002: Walter-Bauer-Preis der Städte Merseburg und Leuna
- 2002: Georg-Büchner-Preis der Deutschen Akademie für Sprache und Dichtung in Darmstadt
- 2007: Erwin-Strittmatter-Preis (Brandenburgischer Literaturpreis Umwelt)[13]

## Werke
Die Bücher erschienen, sofern nicht anders angegeben, im S. Fischer Verlag, Frankfurt am Main.

### Lyrik
- Abwesenheit. Gedichte. 1979, ISBN 3-596-22308-3.
- Die Versprengung. Gedichte. 1986, ISBN 3-596-22350-4.
- Bilder vom Erzählen. Mit Radierungen von Horst Hussel. 2001, ISBN 3-10-033625-9.
- Gedichte. Band 1 der Werke (Gesamtausgabe). 2008, ISBN 978-3-10-033641-5.

### Erzählungen und Romane
- Unterm Neomond. Erzählungen. (Aufbrüche. Bungalows. Idylle. Der Durst. Das Ende der Nacht. Der Leser. Herbsthälfte. Er. Johannis. Die Einfriedung. Der Heizer) 1982, ISBN 3-596-22322-9.
- Der Brief. Drei Erzählungen. (Beschreibung II. Der Brief. Die Angst vor Beethoven) 1985, ISBN 3-596-22342-3.
- Die Territorien der Seele. Fünf Prosastücke. Friedenauer Presse, Berlin 1986, ISBN 3-921592-31-3.
- Die Weiber. 1987, ISBN 3-596-22355-5.
- Eine Übertragung. Roman. 1989, ISBN 3-10-033604-6.
- Über den Tonfall. Drei Prosastücke. Friedenauer Presse, Berlin 1990, ISBN 3-921592-56-9.
- Alte Abdeckerei. Erzählung. 1991, ISBN 3-10-033608-9.
- Die Kunde von den Bäumen. Mit Lithografien von Olaf Nicolai. Sisyphos-Presse, Berlin 1992, ISBN 3-928660-07-1.
- Grünes grünes Grab. Erzählungen. (Fester Grund. Er, nicht ich. Grünes grünes Grab. Die elfte These über Feuerbach) 1993, ISBN 3-10-033616-X.
- »Ich«. Roman. 1993, ISBN 3-10-033617-8.
- Die Arbeit an den Öfen. Friedenauer Presse, Berlin 1994, ISBN 3-921592-85-2.
- Das Provisorium. Roman. 2000, ISBN 3-10-033623-2.[14][15]
- Der Schlaf der Gerechten. Erzählungen. 2002, ISBN 3-10-033624-0.[16]
- Sphinx. Texte aus dem Nachlass. Herausgegeben von Michael Opitz. Connewitzer Verlagsbuchhandlung, Leipzig 2019, ISBN 978-3937799919.

### Sammelbände und Sonstiges
- Die Arbeiter. 1976.
- Stimme Stimme. Reclam, Leipzig 1983.
- Das Meer in Sachsen. Prosa und Gedichte. Nachwort von Hans-Jürgen Schmitt. Büchergilde Gutenberg, Frankfurt am Main 1991, ISBN 3-7632-3846-8.
- Zwischen den Paradiesen. Lyrik und Prosa. Mit einem Essay von Adolf Endler. Reclam, Leipzig 1992, ISBN 3-379-01419-2.
- Abriß der Kritik. Frankfurter Poetikvorlesungen. 1995, ISBN 3-596-22383-0.
- Erzählungen. 2002, ISBN 3-596-15809-5.
- Jeder Text ist auch ein Rechtfertigungsversuch, Gespräch mit Ludger Bült, Ursendung: 30. August 2001, MDR Kultur.
- Der Geruch der Bücher. Prosa und Gedichte. Gelesen vom Autor. Hörbuch-CD, 78 Minuten, MDR/Der Audio Verlag, Berlin 2002, ISBN 3-89813-223-4.
- Dichtung des 20. Jahrhunderts: Meine 24 sächsischen Dichter, Hrsg. Gerhard Pötzsch,  2 CDs,  Militzke Verlag Leipzig 2009, ISBN 978-3-86189-935-8.
- Michael Opitz (Hrsg.): "Ich unterwerfe mich nicht der Zensur". Wolfgang Hilbigs Briefe an DDR-Ministerien, Minister und Behörden. S. Fischer, Frankfurt am Main 2021, ISBN 978-3-10-809126-2.[17] (erschienen auch als Heft 2/2021 der Literaturzeitschrift "Neue Rundschau")

## Vertonungen
- Horst Lohse: Verhüllung. (2002/2003) Für mittlere Stimme und Ensemble. Uraufführung 2005 in Stuttgart. (Haus der Philharmonie; Christina Ascher [Mezzosopran]; Janus-Ensemble Karlsruhe, Dirigent: Ernst Helmuth Flammer.)
- Helmut Zapf: Rechenschaft. (2005) Für Altus und Oboe. Neufassung (2008) für Sopran und Violoncello. Uraufführung am 16. Oktober 2008 in Düsseldorf. (Maxhaus; Irene Kurka [Sopran], Burkart Zeller [Violoncello].)

## Sekundärliteratur
- Kurzbiografie zu: Hilbig, Wolfgang. In: Wer war wer in der DDR? 5. Ausgabe. Band 1. Ch. Links, Berlin 2010, ISBN 978-3-86153-561-4.
- Harro Zimmermann: Wolfgang Hilbig. In: Hermann Korte (Hrsg.): Kritisches Lexikon zur deutschsprachigen Gegenwartsliteratur (KLG). edition text + kritik, München 2012, ISBN 978-3-86916-219-5.

### Monographien
- Frauke Meyer-Gosau (Red.): Wolfgang Hilbig. Text + Kritik, Zeitschrift für Literatur. Band 12, 3. Juli 1994. Boorberg, München 1994.
- Uwe Wittstock (Hrsg.): Wolfgang Hilbig – Materialien zu Leben und Werk (= Informationen und Materialien zur Literatur. Band 12253.) Fischer Taschenbuch-Verlag, Frankfurt am Main 1994.
- Gabriele Eckart: Sprachtraumata in den Texten Wolfgang Hilbigs (= DDR-Studien, Band 10.) Lang, Frankfurt am Main 1996.
- Bärbel Heising: „Briefe voller Zitate aus dem Vergessen“. Intertextualität im Werk Wolfgang Hilbigs (= Bochumer Schriften zur deutschen Literatur. Band 48.) Lang, Frankfurt am Main 1996.
- Klaus Welzel: Utopieverlust – die deutsche Einheit im Spiegel ostdeutscher Autoren. [Volker Braun, Stefan Heym, Wolfgang Hilbig, Christa Wolf.] Epistemata. Reihe Literaturwissenschaft. Band 242. Königshausen und Neumann, Würzburg 1998.
- Beatrix Stan: Poesie des Untergangs – Untergang der Poesie? Ein komparatistischer Versuch über die apokalyptische Bilderwelt im lyrischen Werk Wolfgang Hilbigs und Edgar Allan Poes. Dissertation. Universität Essen 1999.
- Sylvie Marie Bordaux: Literatur als Subversion. Eine Untersuchung des Prosawerkes von Wolfgang Hilbig. Cuvillier, Göttingen 2000.
- Paul Cooke: Speaking the taboo. A study of the work of Wolfgang Hilbig (= Amsterdamer Publikationen zur Sprache und Literatur. Bd. 141.) Rodopi, Amsterdam 2000. (englisch)
- Michael Haase: Eine Frage der Aufklärung. Literatur und Staatssicherheit in Romanen von Fritz Rudolf Fries, Günter Grass und Wolfgang Hilbig (= Europäische Aufklärung in Literatur und Sprache. Band 13.) Lang, Frankfurt am Main 2001.
- Jens Loescher: Mythos, Macht und Kellersprache. Wolfgang Hilbigs Prosa im Spiegel der Nachwende (= Amsterdamer Publikationen zur Sprache und Literatur. Band 151.) Rodopi, Amsterdam 2003.
- Sabine Sistig: Wandel der Ich-Identität in der Postmoderne? Zeit und Erzählen in Wolfgang Hilbigs „Ich“ und Peter Kurzecks „Keiner stirbt“ (= Epistemata. Reihe Literaturwissenschaft. Band 407.) Königshausen und Neumann, Würzburg 2003.
- Yvonne Delhey: Schwarze Orchideen und andere blaue Blumen. Reformsozialismus und Literatur in der DDR. Mit Interpretationen zum literarischen Werk Christa Wolfs und Wolfgang Hilbigs. (= Epistemata. Reihe Literaturwissenschaft. Bd. 523.) Königshausen und Neumann, Würzburg 2004.
- Angelika Winnen: Kafka-Rezeption in der Literatur der DDR. Produktive Lektüren von Anna Seghers, Klaus Schlesinger, Gert Neumann und Wolfgang Hilbig (= Epistemata. Reihe Literaturwissenschaft. Band 527.) Königshausen und Neumann, Würzburg 2006.
- Hans Jürgen Balmes, Jörg Bong, Alexander Roesler, Oliver Vogel (Hrsg.): Wolfgang Hilbig. Beiträge von Marcel Beyer, Patrick Findeis, Wolfgang Hilbig, Jürgen Hosemann, Uwe Kolbe, Claudia Rusch, Ingo Schulze, Litz Seiler. (= Neue Rundschau. Band 119.) 2008, Heft 2. S. Fischer, Frankfurt am Main 2008.
- Michael Buselmeier (Hrsg.): Erinnerungen an Wolfgang Hilbig. Mit Beiträgen von Michael Buselmeier, Karl Corino, Jürgen Hosemann, Jayne-Ann Igel, Wulf Kirsten, Uwe Kolbe, Ingo Schulze und Natascha Wodin. (= Edition Künstlerhaus. Band 26.) Wunderhorn, Heidelberg 2008.
- Karen Lohse: Wolfgang Hilbig. Eine motivische Biographie. Leipzig 2008.
- André Steiner: Das narrative Selbst. Studien zum Erzählwerk Wolfgang Hilbigs. Erzählungen 1979–1991. Romane 1989–2000 (= Europäische Hochschulschriften, Reihe 1, Band 1970.) Lang, Frankfurt am Main 2008.
- Ines Theilen: White hum. Literarische Synästhesie in der zeitgenössischen Literatur (= Literaturwissenschaft. Band 12.) Frank & Timme, Berlin 2008.
- Richard Pietraß (Hrsg.): Wolfgang Hilbig. Mit 40 Gedichten Hilbigs, Stimmen von Michael Buselmeier, Franz Fühmann, Uwe Kolbe und Natascha Wodin sowie Grafik von Harald Kretzschmar und Gerda Lepke. (= Poesiealbum. 284.) Märkischer Verlag, Wilhelmshorst 2009, ISBN 978-3-931329-84-6.[18]
- Birgit Dahlke: Wolfgang Hilbig (= Meteore, Bd. 8.) Wehrhahn, Hannover 2011.
- Margret Franzlik: Erinnerung an Wolfgang Hilbig. Transit Verlag, Berlin 2014, ISBN 978-3-887473-00-6[19].
- Michael Opitz: Wolfgang Hilbig : eine Biographie. S. Fischer, Frankfurt am Main 2017, ISBN 978-3-10-057607-1.
- Bénédicte Terrisse: Wolfgang Hilbig. Figures et fictions de l’auteur, scénarios de la vocation, Sorbonne Université Presses, Paris, 2019, 544 Seiten.
- Stephan Pabst, Sylvie Arlaud, Bernard Banoun, Bénédicte Terrisse (Hg.): Wolfgang Hilbig und die [ganze] Moderne, Berlin, Verbrecher Verlag, 2021, 335 Seiten.
- Bernard, Banoun, Bénédicte Terrisse, Sylvie Arlaud, Stephan Pabst (Hg.): Wolfgang Hilbigs Lyrik. Eine Werkexpedition, Berlin, Verbrecher Verlag, 2021, 479 Seiten.
- Martin Heydecke (Hrsg.), Piet R. Hexdelk / Taymur Streng (Autoren): Taymur Streng Folgte Dem Weg: / Texte zu Kompositionen / mit Collagen (2014), ISBN 978-3-737511-17-9[20]
- Nancy Hünger: abwesenheit. Über Wolfgang Hilbig. "Zwiesprachen"-Reihe der Stiftung Lyrik Kabinett, München. Heidelberg: Das Wunderhorn 2022, ISBN 978-3-88423-669-7.

### Sammelwerke

#### Allgemein
- Adolf Endler: Hölle/Maelstrom/Abwesenheit. Fragmente über Wolfgang Hilbig. In: Thorsten Ahrend (Hrsg.): Wolfgang Hilbig: „Zwischen den Paradiesen“ (= Prosa, Lyrik. Reclam-Bibliothek, Belletristik.) Band 1419. Reclam, Leipzig 1992.
- Hans-Christian Stillmark: Franz Fühmann und Wolfgang Hilbig. Ein Dialog zur Aktualität der Romantik. In: Brigitte Krüger (Hrsg.): Jeder hat seinen Fühmann. Herkunft – Prägung – Habitus. Zugänge zu Poetologie und Werk Franz Fühmanns. Konferenz zu Leben und Werk Franz Fühmanns vom 26. bis 28. Februar 1997 am Institut für Germanistik der Universität Potsdam. Lang, Frankfurt am Main 1998. S. 251–263.
- Hans-Christian Stillmark: „Alte Abdeckerei … Altdeckerei … Alteckerei … Alterei“. Wolfgang Hilbigs Erzählungen im Lichte der Poetologie Julia Kristevas. In: Michael Hoffmann, Christine Kessler (Hrsg.): Berührungsbeziehungen zwischen Linguistik und Literaturwissenschaft (= Sprache – System und Tätigkeit. Band 47.) Lang, Frankfurt am Main 2003, S. 357–372.
- [Eintrag] Wolfgang Hilbig. In: Heinz Ludwig Arnold (Hrsg.): Kindlers Literatur Lexikon. 3., völlig neu bearbeitete Auflage. 18 Bde. Metzler, Stuttgart/Weimar 2009, ISBN 978-3-476-04000-8, Bd. 7, S. 478–481 [Biogramm, Werkartikel zu Das lyrische Werk von Thomas Combrink, Ich von Hans-Peter Kunisch und Das Provisorium von Helmut Böttiger].

#### Zu „Beschreibung II“ (1985)
- Hans-Christian Stillmark: Im ohnmächtigen Halluzinationstaumel der Entwirklichung. Negative Synästhesie in Wolfgang Hilbigs „Beschreibung II“. In: Lia Secci, Anna Fattori, Leonardo Tofi (Hrsg.): Sinestesie. Percezioni sensoriali multiple nella cultura degli ultimi quarant’anni. Università degli studi di Perigia. (= Letterature moderne e contemporanee. Incontri, Band 7.) Neapel 1999. XXXVI, S. 233–245.

#### Zu „Die Weiber“ (1987)
- Hans-Christian Stillmark: Wolfgang Hilbig – „Die Weiber“. Ein Cross-over unter anderem zu Mythos, Bibel und auch Freud. In: Eva Lezzi, Helmut Peitsch (Hrsg.): Literatur, Mythos und Freud. Kolloquium zu Ehren von Elke Liebs, 20. Juli 2007. Universitäts-Verlag, Potsdam 2009. S. 143–155.
- Markus Symmank: Wolfgang Hilbig – „Die Weiber“. In: ders.: Karnevaleske Konfigurationen in der deutschen Gegenwartsliteratur. Untersuchungen anhand ausgewählter Texte von Wolfgang Hilbig, Stephan Krawczyk, Katja Lange-Müller, Ingo Schulze und Stefan Schütz. (= Epistemata. Würzburger wissenschaftliche Schriften. Reihe Literaturwissenschaft. Band 370.) Königshausen und Neumann, Würzburg 2002. S. 139–172.
- Uwe Wittstock: Schmutzige Zeichen. In: ders.: Von der Stalinallee zum Prenzlauer Berg. Wege der DDR-Literatur. 1949–1989. Serie Piper. Band 1136. Piper, München 1989. S. 203–207. [= Kellerreden von Jack the Ripper. In: Frankfurter Allgemeine Zeitung. Ausgabe vom 28. November 1987.]

#### Zu »Ich«(1993)
- Isabel Fargo Cole: Die Übersetzbarkeit der Überwachung. Zu Wolfgang Hilbigs Roman »Ich«. In: Sinn und Form 3/2016, S. 332–340.

### Aufsätze
- Jan Gerstner: Arkadien und Arbeiterstaat. Wolfgang Hilbigs Idylle und die Idyllik der DDR. In: Jan Gerstner, Christian Riedel (Hg.): Idyllen in Literatur und Medien der Gegenwart. Aisthesis, Bielefeld 2018, ISBN 978-3-8498-1279-9.
- Carsten Gansel: Affirmation und Aufstörung? Zu Aspekten des Modernediskures im ‚geschlossenen System‘ der DDR. In: Stephan Pabst/ Sylvie Arlaud/ Bernard Bandoun und Bénedicte Terrisse (Hg.): Wolfgang Hilbig und die (ganze) Moderne. Berlin: Verbrecher Verlag 2021, S. 17–48.

### Nachrufe
- Nachruf auf Wolfgang Hilbig in Die Zeit, 3. Juni 2007
- Nachruf auf Wolfgang Hilbig in Frankfurter Allgemeine Zeitung, 3. Juni 2007
- Nachruf auf Wolfgang Hilbig in WELT online, 3. Juni 2007
- Katrin Hillgruber: Der sächsische Orpheus. Ein großes Kind, das mit den Meeren spielt: zum Tod des Schriftstellers und Büchner-Preisträgers Wolfgang Hilbig. Tagesspiegel, 4. Juni 2007
- Dorle Gelbhaar: Kein Arbeiterschriftsteller. vorwärts, 8. September 2008